# Emléktáblák Budapest XVI. kerületében
- A Wikimédia Commons tartalmaz Emléktáblák Budapest XVI. kerületében témájú kategóriát.

Budapest XVI. kerülete szócikkhez kapcsolódó képgaléria, mely helyi, országos vagy nemzetközi hírű személyekkel, valamint épületekkel, műtárgyakkal, helynevekkel és eseményekkel összefüggő emléktáblákat tartalmaz.

## Galéria

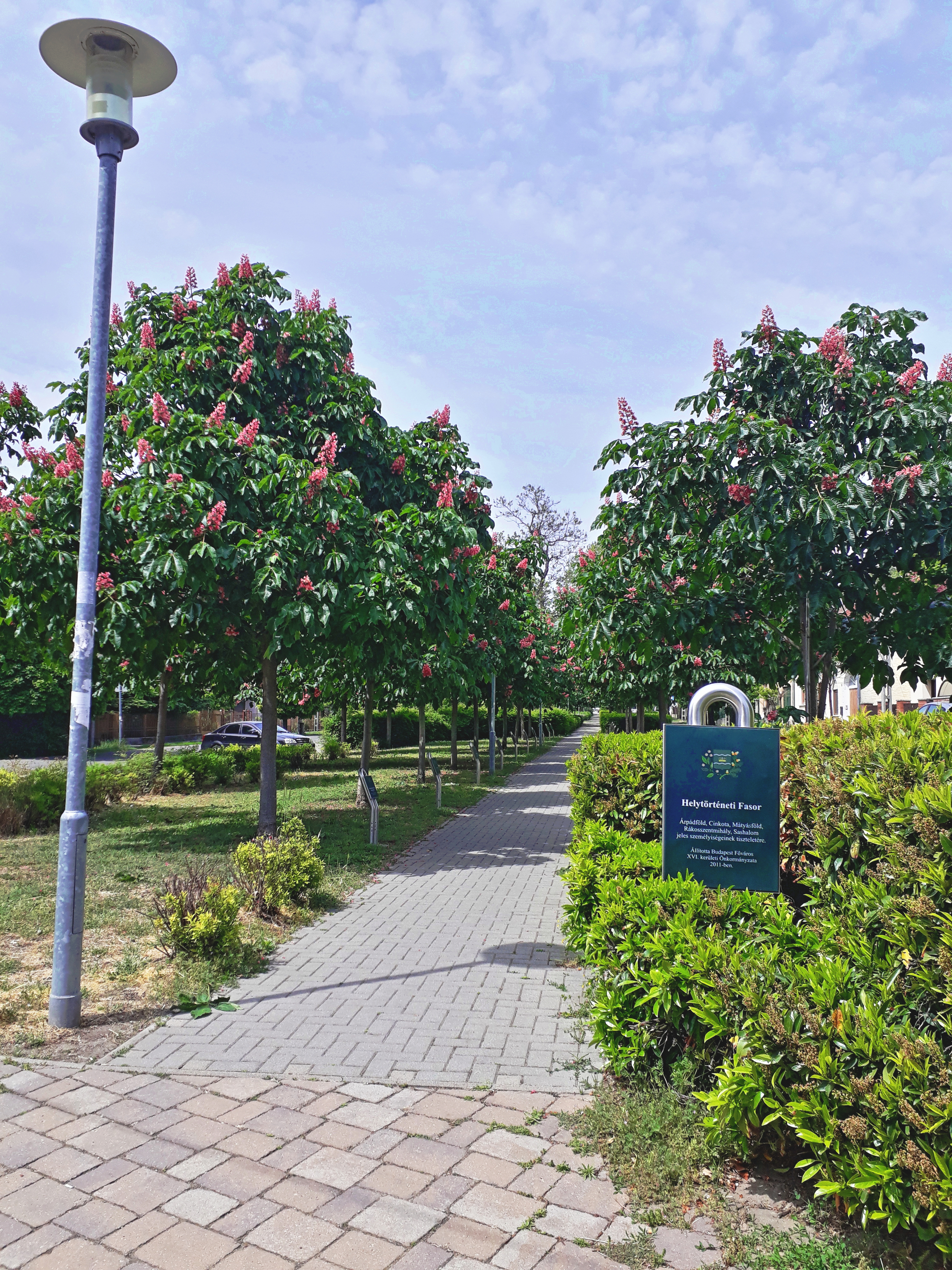
Helytörténeti fasor emléktáblákkal a XVI. kerület kiemelkedő személyiségeiről Sashalmi sétány
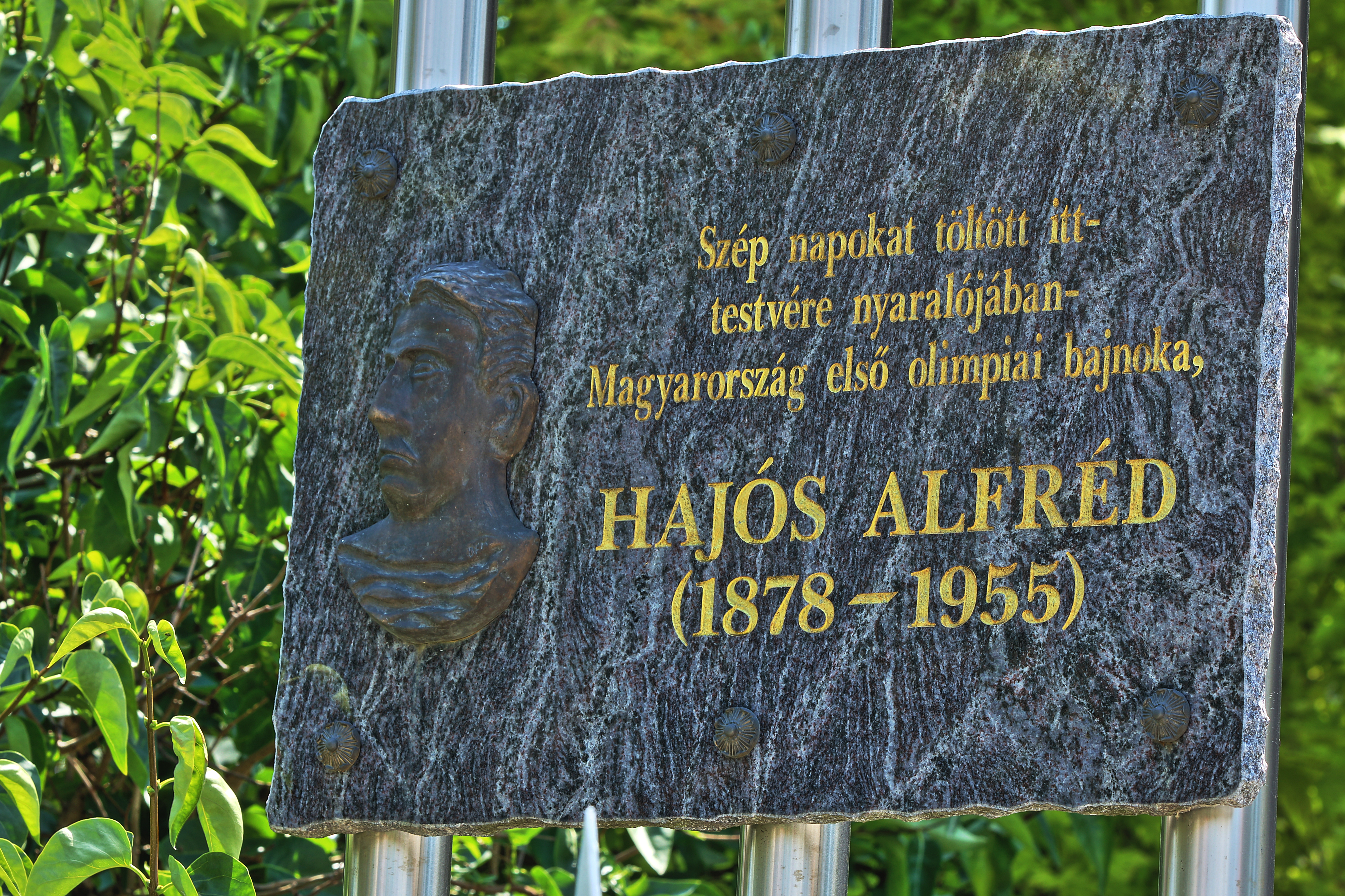
Hajós Alfréd Főhadnagy utca 12.
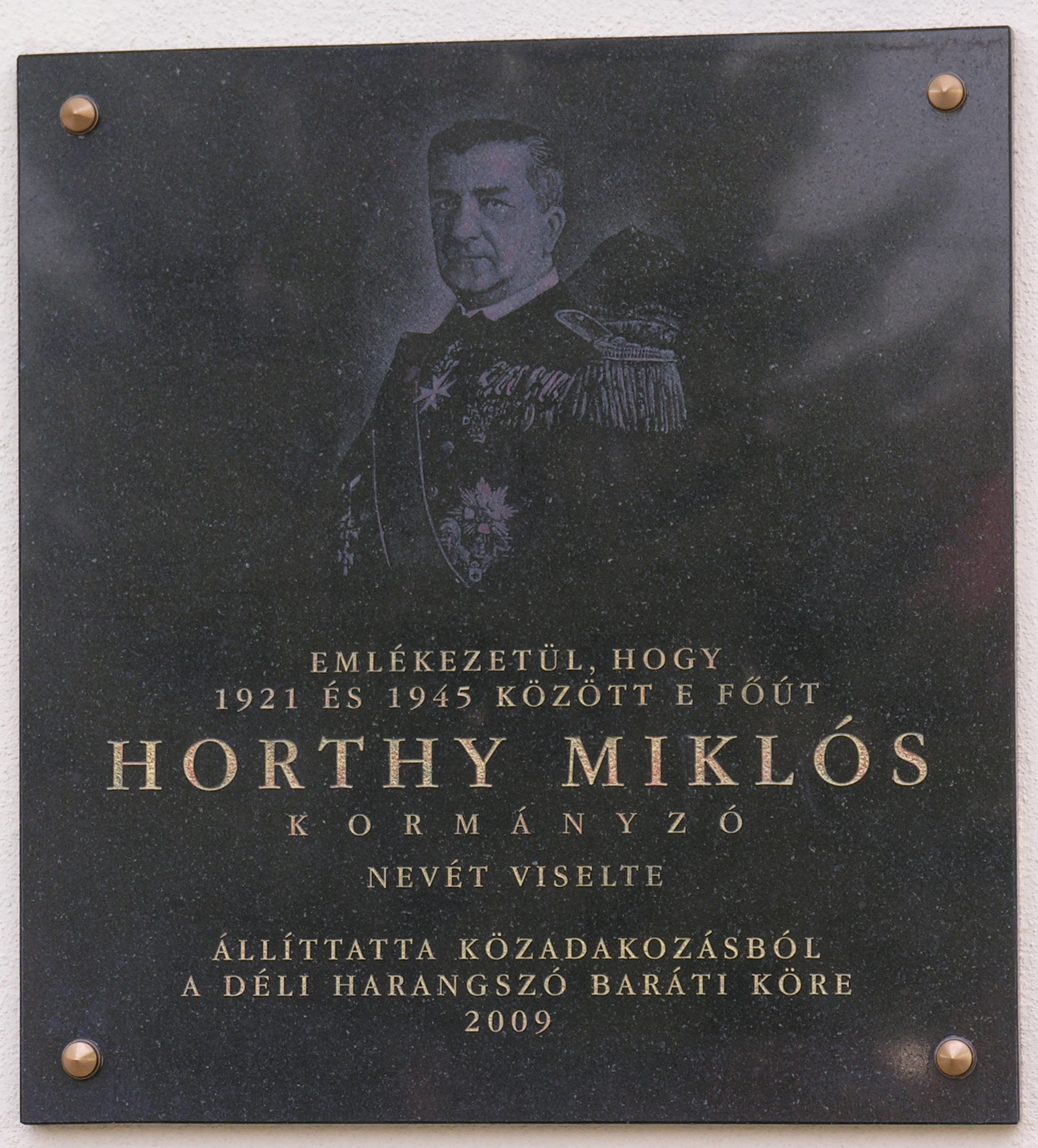
Horthy Miklós Veres Péter út 79.
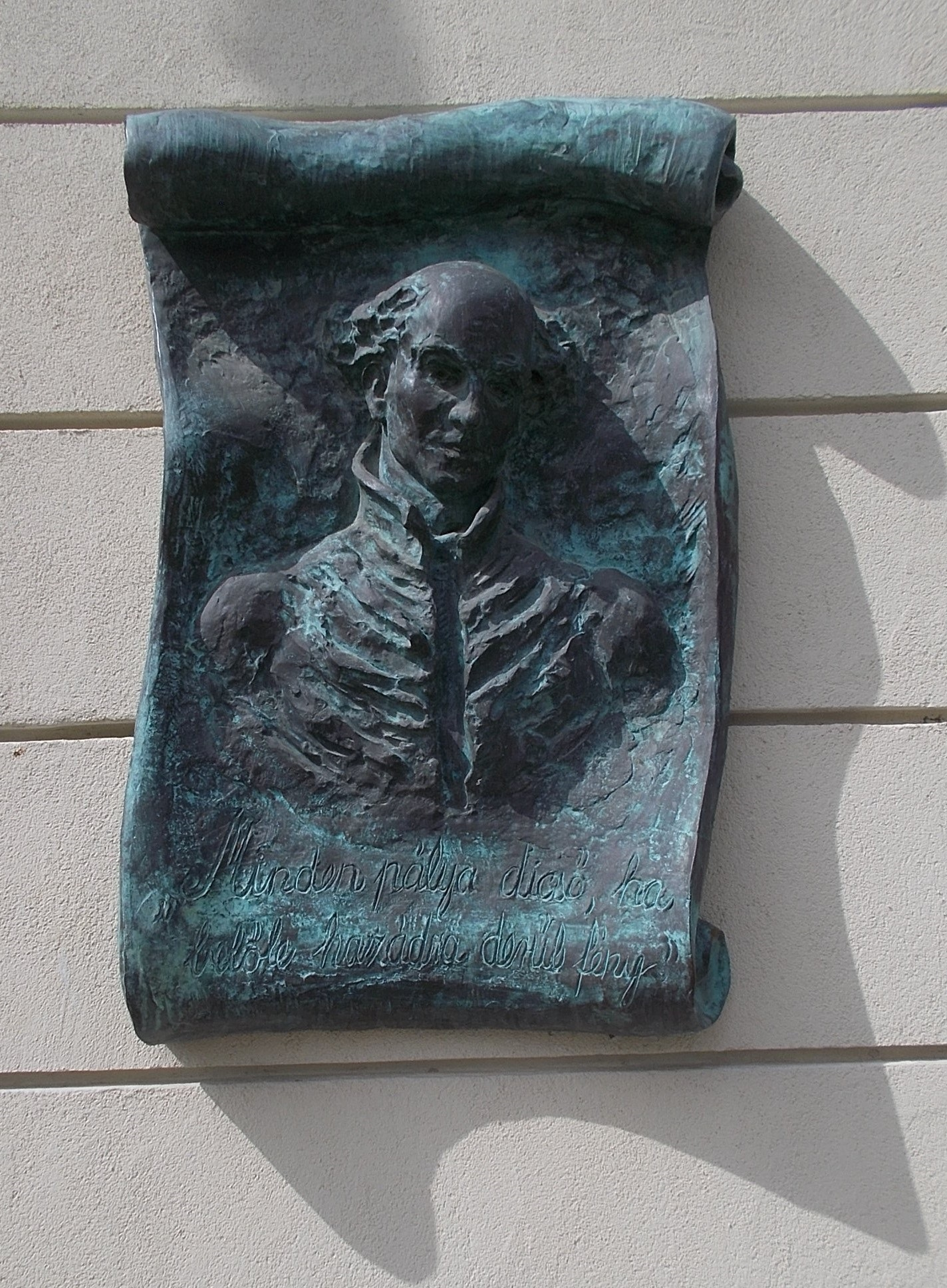
Kölcsey Ferenc Hősök tere 1.
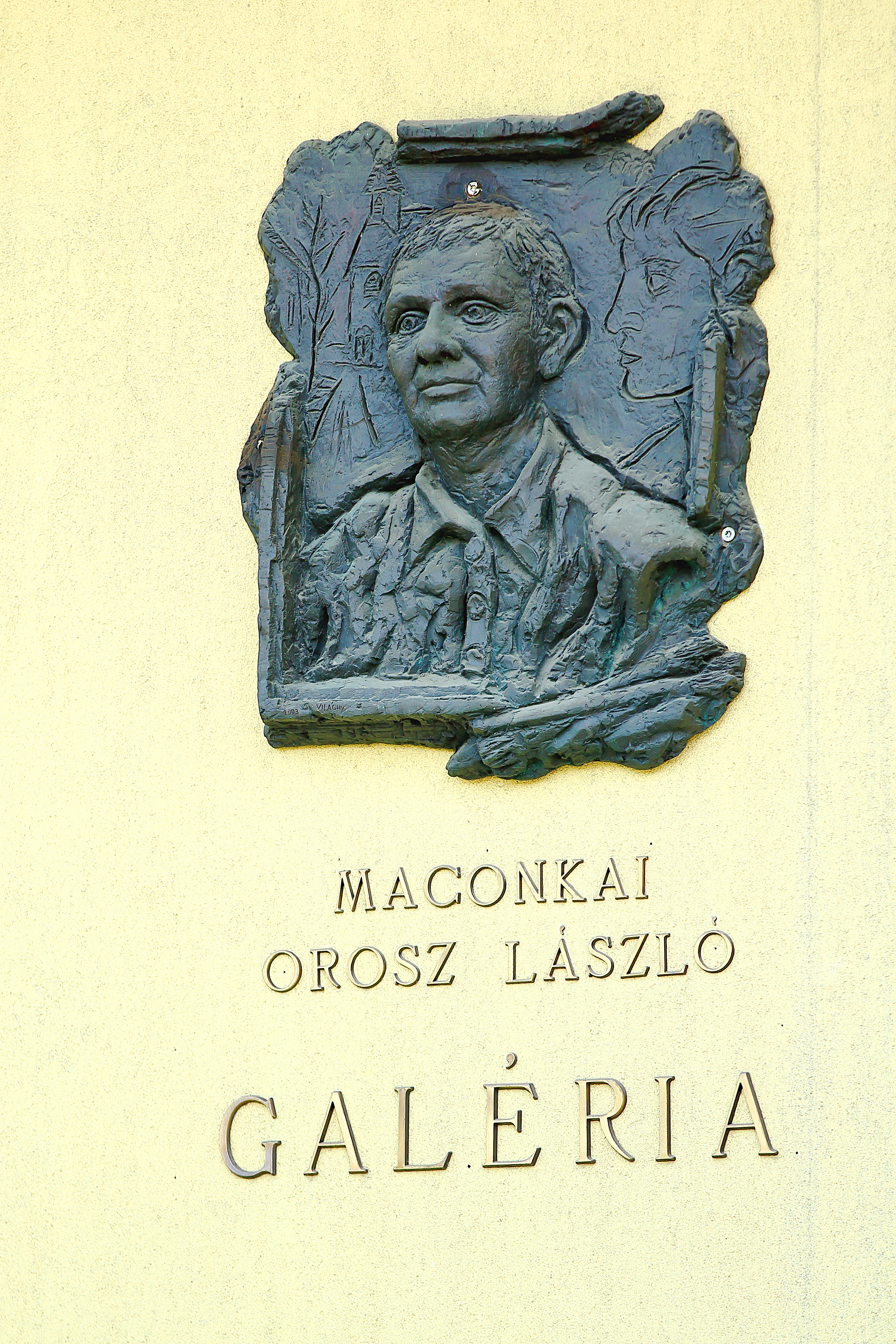
maconkai Orosz László Batsányi János út 28-32.
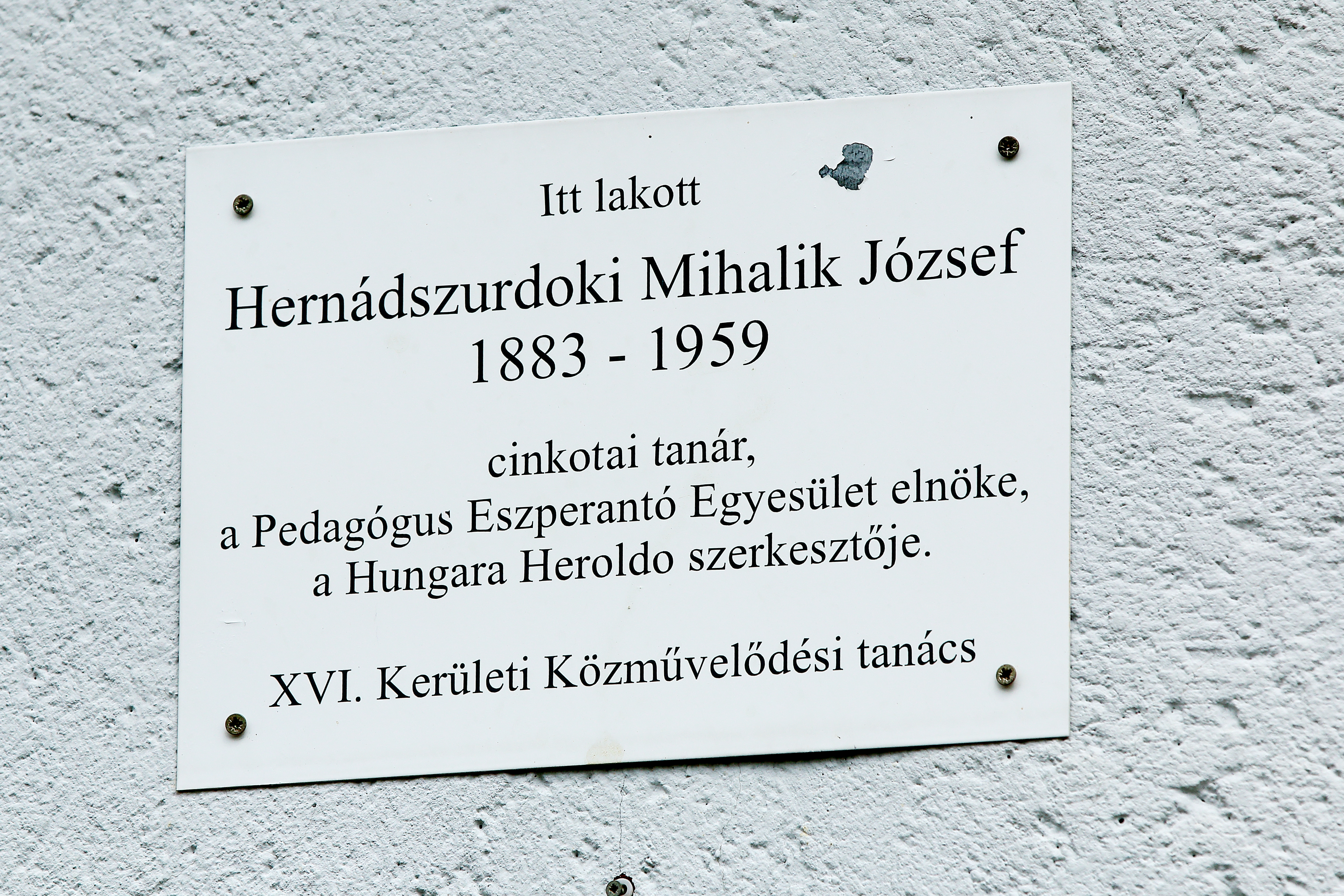
Hernádszurdoki Mihalik József Sashalmi sétány 44.
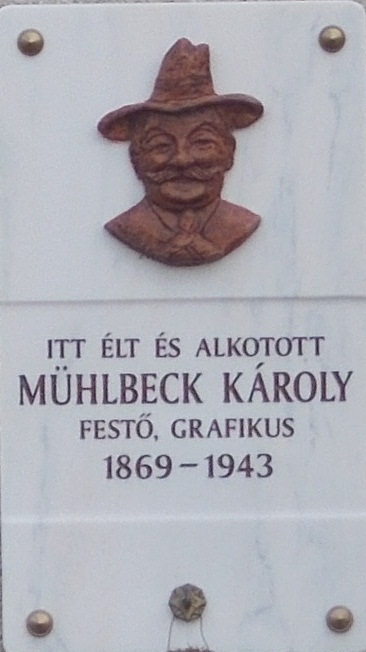
Mühlbeck Károly Budapesti út 41.
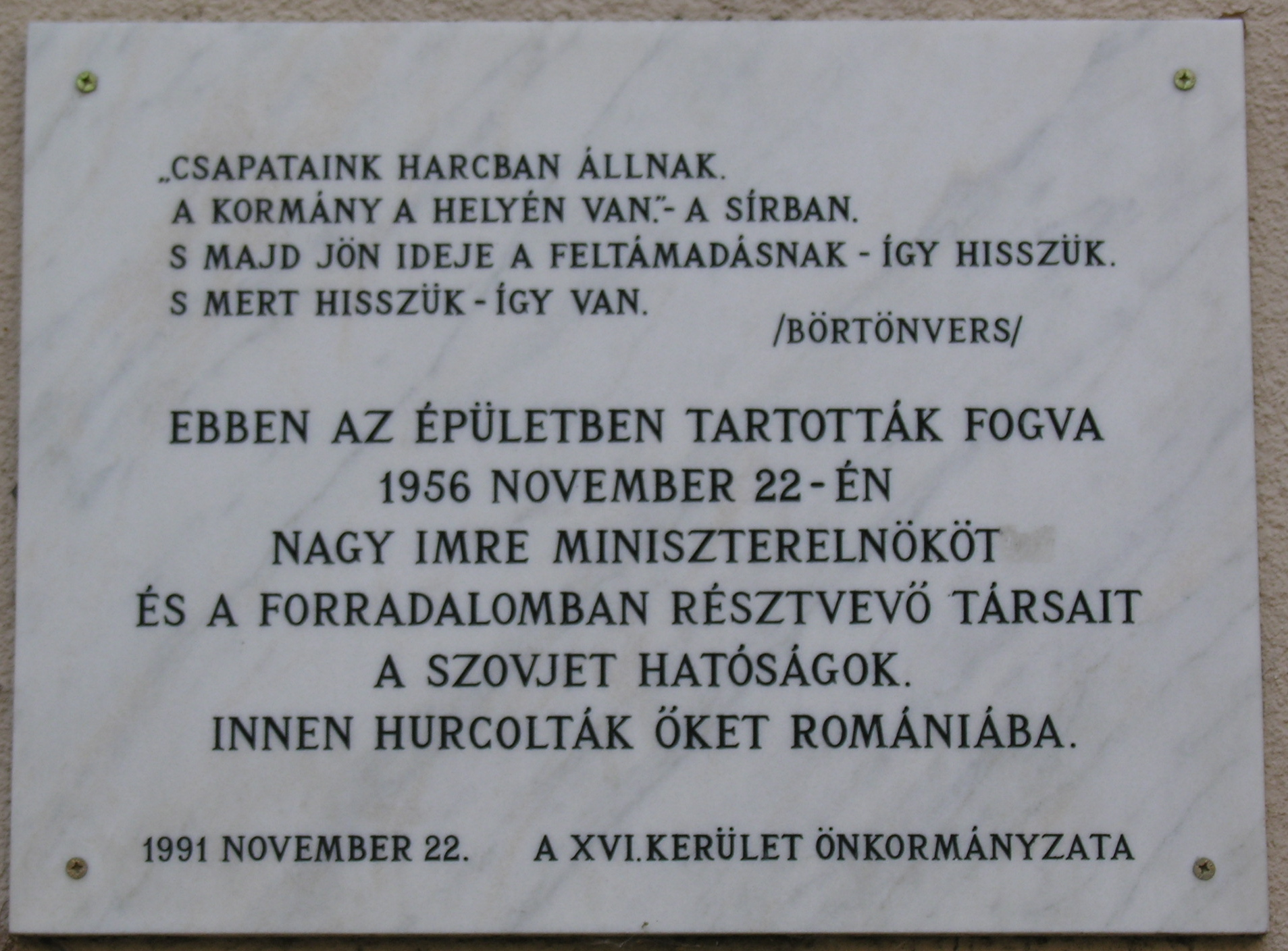
Nagy Imre Diósy Lajos utca 22-24.
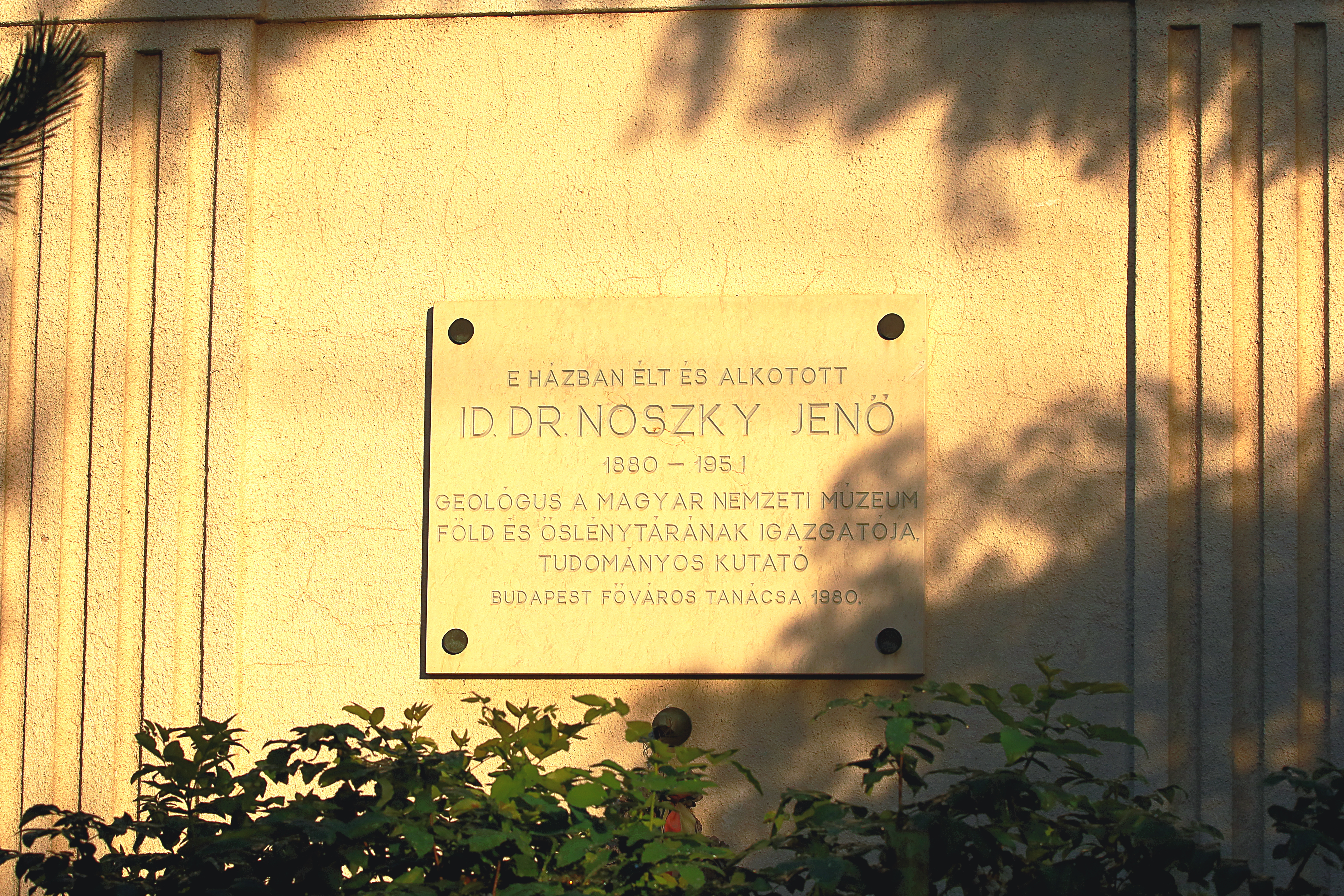
Noszky Jenő Könyvtár utca 5.
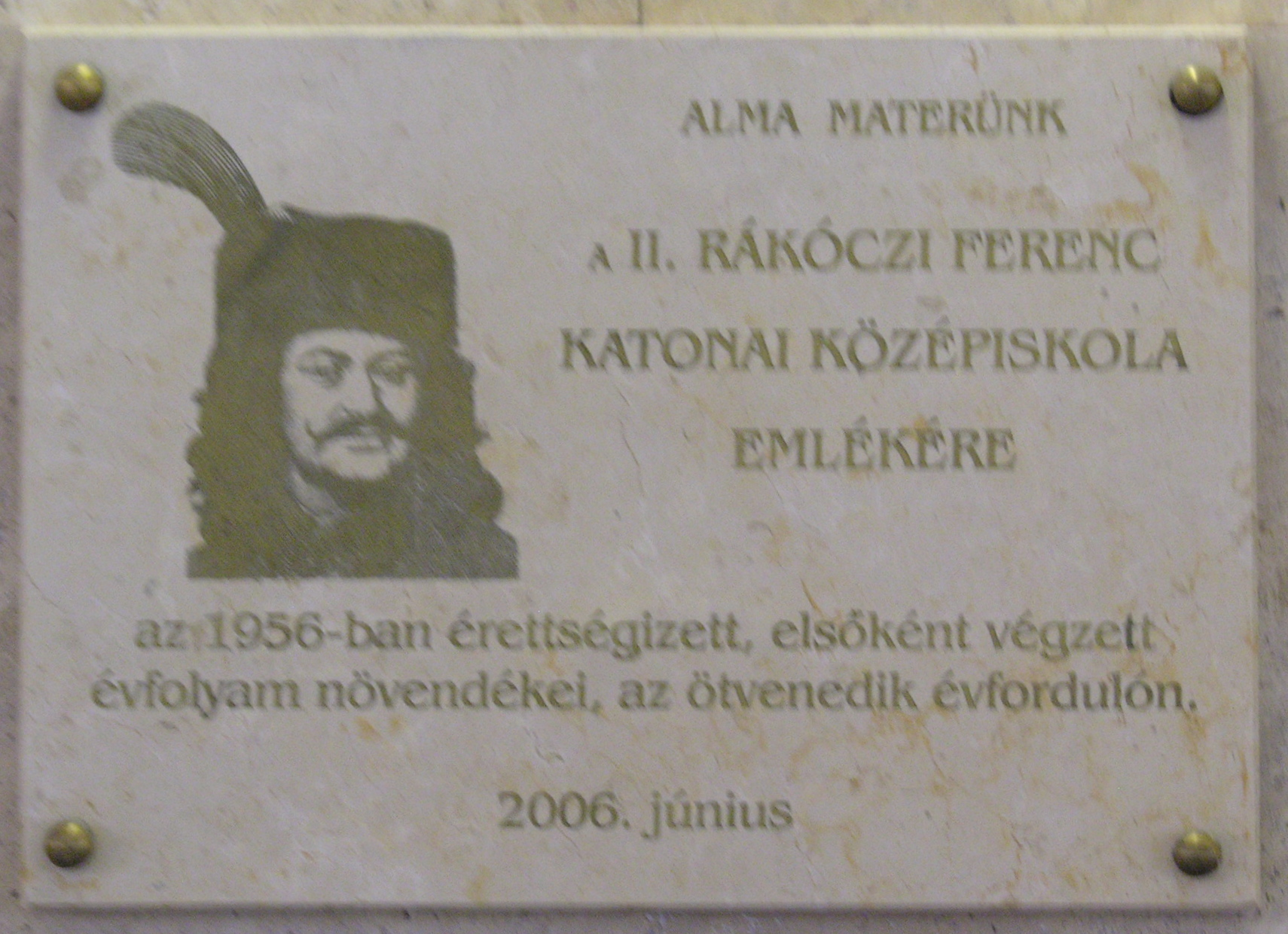
II. Rákóczi Ferenc Katonai Középiskola Diósy Lajos utca 22-24.
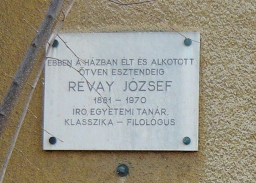
Révay József klasszika-filológus egykori háza Hárskút utca 3.
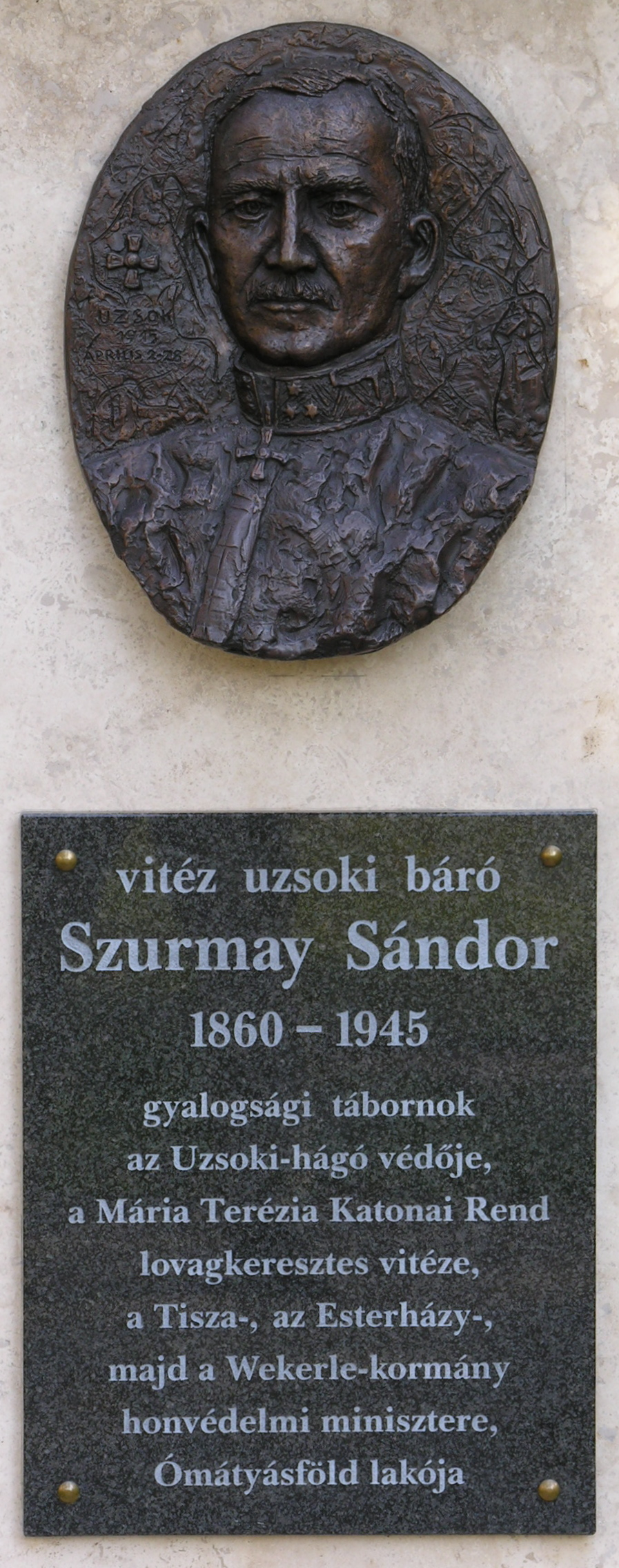
Szurmay Sándor Szurmay Sándor sétány
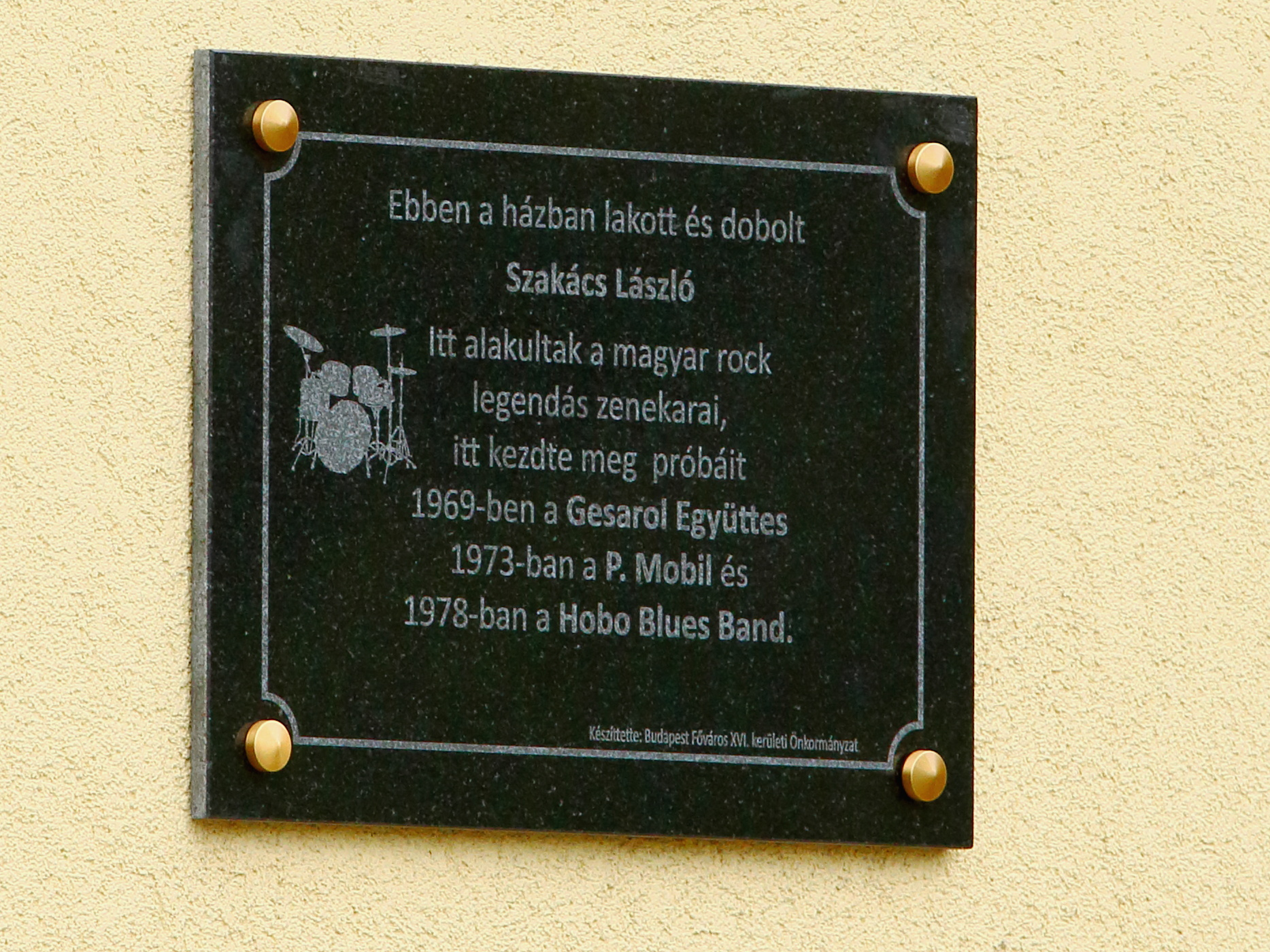
Szakács László Sasvár utca 52.
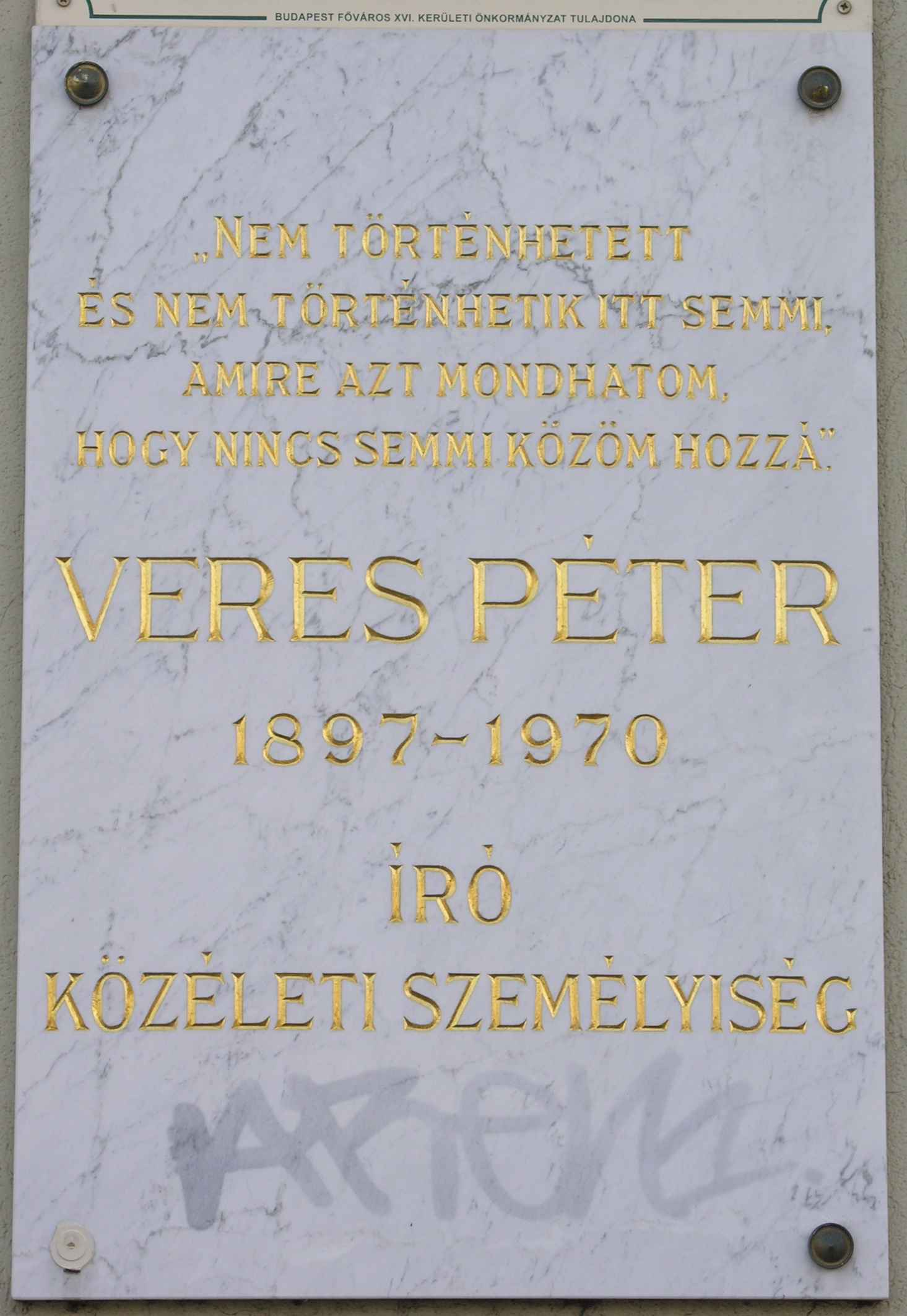
Veres Péter Veres Péter út 53.
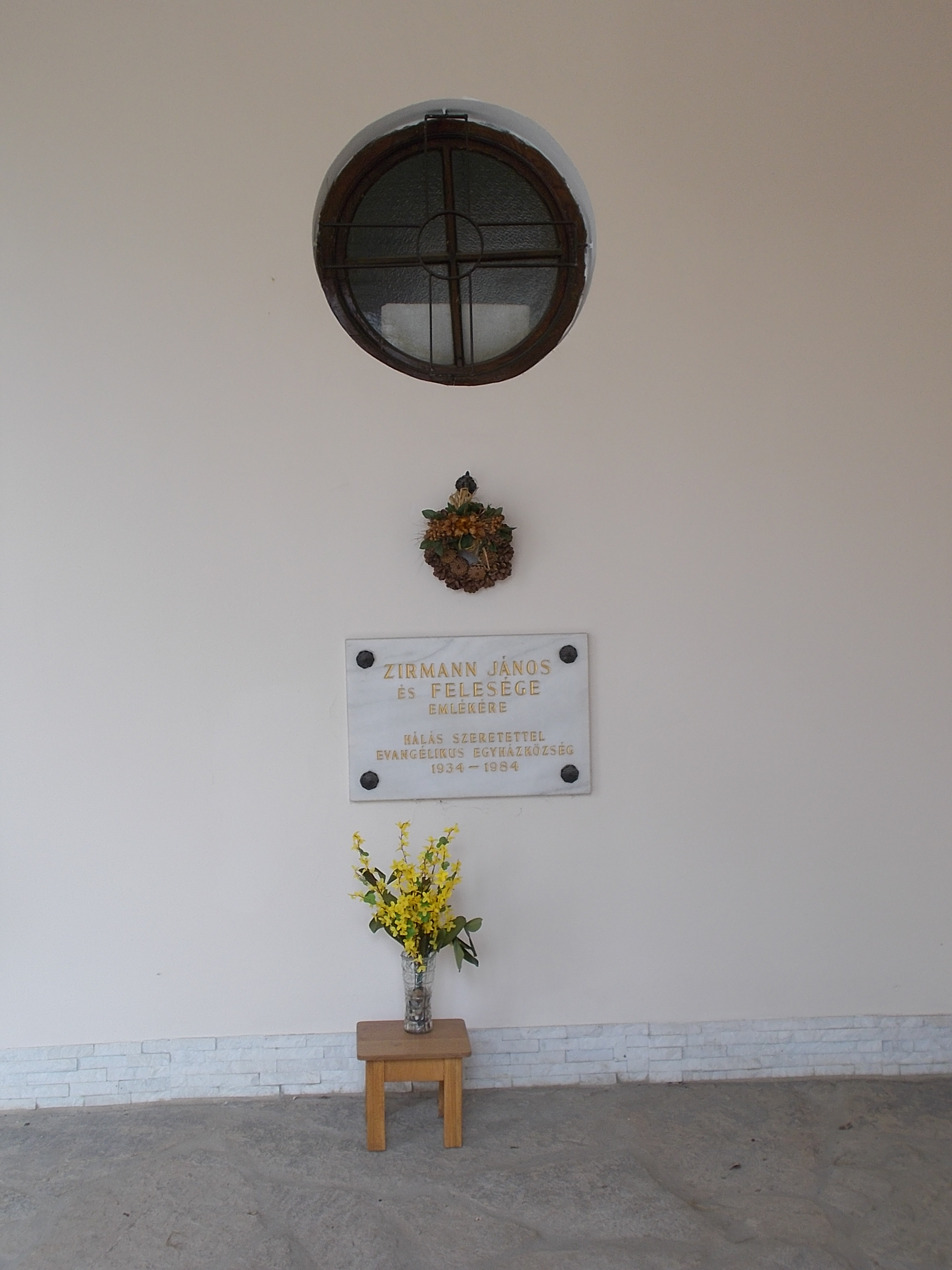
Zirmann János és felesége Hősök tere 10-11.

## Utcaindex
Batsányi János út
(28-32.) Orosz László, Maconkai Orosz László Galéria
Budapesti út
(41.) Mühlbeck Károly
Diósy Lajos utca
(22-24.) Nagy Imre, II. Rákóczi Ferenc Katonai Középiskola
Főhadnagy utca
(12.) Hajós Alfréd
Hárskút utca
(3.) Révay József
Hősök tere
(1.) Kölcsey Ferenc, Kölcsey Ferenc Általános Iskola

(10-11.) Zirmann János és felesége, a Rákosszentmihály-Sashalmi Evangélikus Egyházközség temploma
Könyvtár utca
(5.) Noszky Jenő
Sashalmi sétány
(–) Helytörténeti Fasor, melyben a XVI. kerület kiemelkedő személyiségei számára ültetett emlékfák előtt elhelyezett zománc-emléktábla, a hajdani Rákosszentmihályi HÉV nyomvonalán

(44.) Hernádszurdoki Mihalik József
Sasvár utca
(52.) a Szakács László
Szurmay Sándor sétány
(–) Szurmay Sándor
Veres Péter út
(53.) Veres Péter

(79.) Horthy Miklós